# Feltia evanidalis
Feltia evanidalis är en fjärilsart som beskrevs av Augustus Radcliffe Grote 1878. Feltia evanidalis ingår i släktet Feltia och familjen nattflyn. Inga underarter finns listade i Catalogue of Life.